# Дада, Люсьен
Люсьен Мундир Дада (фр. Lucien Mounir Dahdah; 15 августа 1929 — 16 ноября 2003, Бейрут, Ливан) — ливанский государственный деятель, министр иностранных дел Ливана (1975).

## Биография
Обучался в Американском университете Бейрута, парижской Сорбонне и Бирмингемском университете в Англии с присуждением степени доктора философии.
Являлся профессором Американского университета Бейрута, преподавал статистику и экономику. Затем он возглавил совет директоров медиакомпании Intra Investment (1970—1976 и 1989—1993).
В 1975 году занимал пост министра иностранных дел Ливана (был единственным гражданским членом военного кабинета министров), затем — советник президента страны Сулеймана Франжье.
Выступил одним из членов-учредителей телеканала East Tele, являлся его генеральным директором. Кроме того, он основал Радио «Монте-Карло Ближний Восток». Позже возглавлял компанию в область бизнес-аналитики Middle East Economic Digest.

## Личная жизнь и смерть
Дада дважды был женат, у него родилась дочь. Он умер 16 ноября 2003 года в возрасте 74 лет.